# فيصل حليم
فيصل حليم (7 يناير 1998 في ماليزيا - ) هو لاعب كرة قدم ماليزي في مركز الهجوم. شارك مع منتخب ماليزيا تحت 23 سنة لكرة القدم. أما مع النوادي، فقد لعب مع نادي بهانغ ‏ ونادي بينانق وهاريماو مودا ب.

## وصلات خارجية
- فيصل حليم على موقع قاعدة بيانات كرة القدم.إي يو (الإنجليزية)
- فيصل حليم على موقع ناشيونال فوتبول تيمز (الإنجليزية)
- فيصل حليم على موقع Soccerway.com (الإنجليزية)
- فيصل حليم على موقع عالم كرة القدم.نت (الإنجليزية)